# Medtronic
Medtronic é uma empresa de tecnologia médica de Minneapolis, Estados Unidos que foi fundada em 1949 por Earl Bakken e Palmer Hermundslie.
Está presente no mercado português desde 1998 e desde 2006 que é reconhecida como uma das melhores empresas para trabalhar.